# 君がくれた恋のシナリオ
『君がくれた恋のシナリオ』（原題: Playing It Cool）は、2014年に公開されたアメリカ合衆国のロマンティック・コメディ映画。監督はジャスティン・リアドン、主演はクリス・エヴァンスとミシェル・モナハンが務めた。本作はリアドンの映画監督デビュー作でもある。
本作は日本国内で劇場公開されなかったが、WOWOWで放送されたことがある。

## 概略
脚本家の“私”は、アクション映画の脚本を書きたがっていたが、マネージャーのブライアンの勧めに従ってロマコメ映画の脚本を書くことにした。ところが、それまで恋愛を醒めた目で見ていたこともあり、執筆は遅々として進まなかった。そんなある日、“私”は“彼女”に一目惚れした。しかし、“彼女”には既に婚約者がいたのであった。

## キャスト
- “私”[注釈 1] - クリス・エヴァンス
  - 6歳の頃の“私” - ジェイデン・リーバハー
- “彼女” - ミシェル・モナハン
  - 6歳の頃の“彼女” - カルミーナ・ガレイ
- マロリー - オーブリー・プラザ
- ブライアン - アンソニー・マッキー
- スタッフィー - ヨアン・グリフィズ
- スコット - トファー・グレイス
- ディック - パトリック・ウォーバートン
- ライル - マーティン・スター
- サムソン - ルーク・ウィルソン
- 祖父 - フィリップ・ベイカー・ホール
- アシュリー・ティスデール - 本人
- マシュー・モリソン - 本人
- おめでたい青年 - スコット・エヴァンス（英語版）
- キュートな女の子 - サラ・デュモン
- ウェイター - トニー・カヴァレロ（英語版）
- 男性 - カイル・ムーニー（英語版）
- ライルの恋人 - ビヴァリー・ダンジェロ
- レイシー - ミカエラ・フーヴァー（英語版）
- 少女 - アビー・ライダー・フォートソン

## 製作
クリス・シェイファーとポール・ヴィクネアが執筆した本作の脚本は2011年のブラックリスト入りを果たしていた。2012年9月6日、クリス・エヴァンスとミシェル・モナハンが映画『A Many Splintered Thing』に出演すると報じられた。10月2日、アンソニー・マッキー、オーブリー・プラザ、トファー・グレイス、ジョヴァンニ・リビシの起用が発表された。26日、ルーク・ウィルソンがキャスト入りした。
2014年9月24日、ジェイク・モナコが本作で使用される楽曲を手掛けるとの報道があった。2015年2月10日、レイクショア・レコーズが本作のサウンドトラックを発売した。

## 公開・マーケティング
2014年5月23日、本作の劇中写真が初めて公開された。9月12日、本作のオフィシャル・トレイラーが公開された。26日、本作がエストニアで封切られた。11月5日、ヴァーティカル・エンターテインメントが本作の全米配給権を獲得したと報じられた。

## 評価
本作は批評家から酷評されている。映画批評集積サイトのRotten Tomatoesには28件のレビューがあり、批評家支持率は14%、平均点は10点満点で4.06点となっている。サイト側による批評家の見解の要約は「『君がくれた恋のシナリオ』はクリス・エヴァンスとミシェル・モナハンが織りなすケミストリーを以て、捻りや工夫が感じられない脚本という欠点を補おうとした。しかし、その試みは何とも残念な結果に終わった。」となっている。また、Metacriticには10件のレビューがあり、加重平均値は30/100となっている。